# Styckning av nötkött

Styckning av nötkött. Nötkreatur parteras (delas) i slakten i fyra delar, två framparter och två bakparter. Därefter börjar styckaren sitt arbete. Styckaren tar idag i stor utsträckning fram benfritt kött medan det förr i tiden var vanligt att konsumenterna i större omfattning önskade kött med ben, exempelvis "klackad bog". Utöver rent kött skiljs även fett/talg, senor, ben och kontaminationer från slaktkroppen.

## Styckaren tar fram
- Detaljer, dvs stekar och andra anatomiska muskler som till exempel filé, ytterlår, bog med mera.
- Olika sorteringar. Det kött som inte är detaljer (exempelvis bringa) sorteras till köttfärskött eller "nöt III". Köttfärsköttet ska hålla en fetthalt på 10 %  och benämns med facktermen "A-kött" alternativt "2:a" medan den fetare sorteringen benämns som "3:a". Nöt III skall hålla en fetthalt på 23% och är råvara vid tillverkning av korv, hamburgare och köttbullar.

## Frampart
- Framparten är den del på djuret som har mest malkött och minst detaljer.
  - Detaljer
    - Bog
    - Högrev
    - Entrecôte
    - Njurtapp

## Bakpart
- Bakparten är den del på djuret som har flest detaljer men minst malkött.
  - Detaljer
    - Filé
    - Biff
    - Innanlår
    - Rulle, benämns ibland saltrulle
    - Ytterlår
    - Rostbiff (styckningsdetalj)
    - Fransyska